# Das schreckliche Geheimnis des Dr. Hichcock
Das schreckliche Geheimnis des Dr. Hichcock ist ein italienischer Gruselfilm in Gestalt einer Gothic-Schauergeschichte aus dem Jahre 1962. Unter der Regie von Riccardo Freda spielt der Brite Robert Flemyng die Titelrolle. An seiner Seite ist seine auf italienische Horrorproduktionen der frühen 1960er Jahre abonnierte Landsfrau Barbara Steele zu sehen.

## Handlung
Im spätviktorianischen London des Jahres 1885 hat sich Professor Dr. Bernard Hichcock einen Namen als anerkannter Arzt gemacht. Sein Forschungsgebiet am University College Hospital gilt der Anästhesie. Dr. Hichcocks schreckliches Geheimnis ist: er frönt der Nekrophilie, d. h., er findet Befriedigung nur beim Sex mit Leichen. Um dieser krankhaften Neigung auch bei seiner geliebten Frau Margareta nachgehen zu können, versetzt sie der Betäubungsspezialist immer wieder in Tiefschlaf, um sie in diesem Zustand als Scheintote zu begatten. Eines Tages macht Hichcock einen Fehler bei der Dosierung, sodass Margareta sich noch einmal aufbäumt und anschließend in seinen Armen verstirbt. So ungewollt zum Witwer geworden, vermag Hichcock nicht mehr weiter in diesem Haus zu leben, denn alles hier erinnert ihn an Margherita, und so verlässt er für lange Zeit sein trautes Heim. Seine Haushälterin Martha soll sich während seiner Abwesenheit um das Haus und die Katze Jezabel kümmern.
Zwölf Jahre sind in der Zwischenzeit vergangen, und Dr. Hichcock hat wieder geheiratet. Cynthia heißt die deutlich jüngere Dame, und mit ihr kehrt er nach dem Tode ihres Vaters, der sie seelisch sehr mitgenommen hatte, in sein lange Zeit verwaistes Heim zurück. Martha hatte in der Zwischenzeit nicht nur das Haus gehütet, sondern auch ihre psychisch kranke Schwester hierher geholt und in einem Hinterzimmer versteckt. Um Dr. Hichcock nicht zu verärgern, verspricht sie ihm, dass sie sich gleich morgen um einen neuen Wohnplatz ihrer Schwester in einer Heilanstalt kümmern werde. Noch in der Nacht der Ankunft geschehen merkwürdige Dinge: Marthas Schwester stößt einen gellenden Schrei aus, der Regen peitscht gegen die Fenster, und Cynthia sieht aus dem Fenster und erblickt draußen eine in einem Schleiergewand gekleidete Frau, die durch die stürmische Regennacht fortgeht. Dann hört sie auch noch knarrende Schritte vor ihrer Schlafzimmertür und jemand drückt ihre Türklinke herunter, um einzutreten. Schlauerweise hatte Cynthia die Tür abgeschlossen.
Am darauf folgenden Abend lernt Cynthia bei einem gesellschaftlichen Empfang nach einer Opernaufführung Dr. Kurt Lowe kennen, einen sympathischen, jungen Kollegen ihres Mannes. Er bringt sie mit der Kutsche heim bis an die Grundstücksgrenze des verwunschenen Herrenhauses Hichcocks. Auf dem Weg durch den zugewachsenen Vorgarten zum Haus hört Cynthia eine sie warnende, unheimliche Geisterstimme, die nichts gutes verheißt. Durch die Nebelschwaden erkennt sie ein Licht. Es gehört zur Lampe, die die ihr entgegenkommende Haushälterin Martha trägt. Als Cynthia zu Bett gehen will, liegt unter ihrer Bettdecke ein Totenkopf. Schreiend bricht Cynthia zusammen und fällt in Ohnmacht. Währenddessen befindet sich ihr Mann noch in der Klinik und wird nur durch einen Zufall davon abgehalten, mal wieder seinen sexuellen Neigungen nachzukommen und sich an einer Leiche zu vergehen. Als er heimkehrt, berichtet Cynthia ihrem Mann von all den merkwürdigen Begebenheiten, die sie seit seiner Abwesenheit erlebt hatte, doch der scheint dies alles nicht sehr ernst zu nehmen. Dann wird er wieder in die Klinik zurückgerufen. Cynthia sieht Martha aus einem Geheimgang des Schlosses kommen. Von Neugierde gepackt, betritt Cynthia diesen hinter einer Spiegeltür befindlichen Gang und geht ihn bis zum Ende. Währenddessen wird Hichcock, zurück in der Klinik, von einem diensthabenden Kollegen erneut beinah dabei erwischt, wie er sich im Leichenraum im Keller der Klinik ein weiteres Mal an einer weiblichen Leiche sexuell vergehen will.
Cynthia ist den Geheimgang zu Ende gegangen und landet in einem finsteren Verlies. Ein Windstoß bläst das Kerzenlicht ihres Leuchters aus, und sie steht im Dunkeln. Cynthia folgt einem Lichtschein und landet vor einem Zimmerversteck, wo Martha ihr angeblich ins Irrenhaus verbrachte Schwester noch immer umsorgt. Wieder im Hauptgebäude erwartet Cynthia dort bereits ihr Mann Bernard. Er sagt, dass sie sich in bestimmten Teilen des Gebäudes nicht begeben solle. Sein Verhalten seiner Frau gegenüber ist sehr unterkühlt. Bald leidet auch er unter Halluzinationen. Oder geschieht das wirklich, was er sieht? Jemand spielt Klavier, und Bernard meint, seine tote erste Frau zu sehen. Und dann taucht plötzlich am Klavier auch noch die Katze Jezabel auf. Er rennt in eine neuerliche Regennacht und findet seine Frau auf dem Boden liegen, die er anschließend ins Schloss trägt. Dann geht Hichcocks ins Zimmer seiner schlafenden Frau und spritzt auch ihr ein Narkosemittel, um sie anschließend, seiner nekrophilien Neigung entsprechend, zu besteigen. Wieder in der Klinik, will Hichcock seinem besorgten Kollegen Lowe Glauben machen, dass seine Frau mental sehr instabil sei, doch dieser sagt seinem Chef, dass diese sich wohl lediglich sehr einsam in diesem großen Haus fühle und die allgegenwärtige Gegenwart Margaretas spüre. Daheim fragt Cynthia ihren Mann, was er letzte Nacht mit ihr gemacht habe, doch er wischt ihre verstörenden Erinnerungen an die Spritze als Einbildung vom Tisch.
Allmählich wird Hichcock vom Wahn heimgesucht. Mit einem Glas Milch, in dem sich Gift befindet, will er Cynthia töten. In einem Moment der Abgelenktheit schüttet sie den Inhalt des Glases in eine Vase. Als ihr Mann wieder fort ist, greift Cynthia das Glas, wo sich noch ein Rest der Milch befindet, und fährt sofort zu Kurt, um ihn von ihrem Verdacht zu unterrichten, dass ihr Mann sie umbringen wolle. Er hält das für undenkbar, ist aber bereit, den restlichen Inhalt des Glases auf Gift untersuchen zu lassen. Hichcock stößt hinzu und nimmt seine Frau wieder mit sich aufs Schloss. Da nun auch Haushälterin Martha das Schloss verlassen habe, wie ihr Mann sagt, will Cynthia sofort fliehen. Doch wohin sie auch rennt, alle Türen sind verschlossen. Hichcock dreht bereits an dem Strick, mit dem er seine zweite Frau kopfunter aufhängen will. Derweil hat ein älterer Kollege für Dr. Lowe die Milchglasanalyse vorgenommen und sagt diesem, dass der Rest soviel Schlafmittel enthalte, dass man damit ein Pferd umbringen könne. Daraufhin eilt Kurt Lowe sofort zum Hichcock’schen Anwesen.
Wenig später hat Hichcock Cynthia lebend in einen Sarg verfrachtet. Sie kippelt darin solange hin und her, bis sie diesen zum Umstürzen bringt und sich infolgedessen selbst befreien kann. Dann begegnet sie einer verschleierten Frau, die sie einst bei ihrer Ankunft in der Regennacht aus dem Fenster gesehen hatte. Ganz ohne Zweifel: Es muss sich dabei um die angeblich tote Margareta handeln, die sie offensichtlich auch im geheimen Zimmer mit Martha gesehen hatte. Die erste Frau Hichcocks war wohl, wie sich nun herausstellt, durch die von ihrem Gatten verabreichte Überdosis in eine Art Tiefschlaf gefallen und lebendig begraben worden. Martha muss sie, ohne Hichcocks Wissen, aus dem Sarg wieder befreit haben. Als Martha Hichcock daraufhin dem Wahnsinn anheimfiel, hatte sich die ihr sklavisch ergebene Haushälterin Martha zwölf Jahre lang fürsorglich um sie gekümmert. Martha hielt sie im Verborgenen und gab die versteckte erste Frau Dr. Hichcocks und seiner neuen Gattin Cynthia gegenüber als ihre geisteskranke Schwester aus. Keine der beiden hatte die angebliche Schwester je gesehen.
Auf der Flucht vor der unheimlichen Frau irrt Cynthia durch die Gänge, kommt in den Raum, wo bereits ihr Strick herabbaumelt. Vor ihr taucht die verschleierte Margareta auf, und aus dem Hintergrund tritt ihr Mann hervor und legt seine Hände um Cynthias Hals. Er hängt sie kopfunter auf, um sie ausbluten zu lassen, auf das Cynthias Blut ein ewiges Leben Margaretas ermögliche. Unten vor dem Portal hat derweil Kurt Lowe das Anwesen erreicht. Er klettert die Hausfassade hoch und dringt über ein Fenster ins Herrenhaus ein. Im letzten Moment stürzt Lowe in das Zimmer und kann die Ermordung Cynthias verhindern. Es kommt zwischen den beiden Männern zu einem Zweikampf. Dabei fällt ein Kerzenleuchter um und entfacht einen Brand. Beim Kampf Mann gegen Mann stürzt Hichcock von einer Balustrade in die Tiefe und bricht sich das Genick. Margareta fällt in das Flammenmeer und stirbt gleichfalls. Aus der Flammenhölle trägt Dr. Lowe Cynthia ins Freie.

## Produktionsnotizen
Das schreckliche Geheimnis des Dr. Hichcock entstand in nur zwölf Tagen Drehzeit in einer Villa in dem römischen Stadtteil Parioli und erlebte seine Uraufführung im August 1962 im Rahmen des Filmfestivals von Rapallo. Massenstart in Italien war der 23. August 1962 in Mailand. In Deutschland lief der Streifen nicht an. Erst am 16. Februar 2018 wurde er in Gestalt einer DVD in der Bundesrepublik erstmals veröffentlicht. Der Film gilt als Musterbeispiel eines italienischen Gothic-Horrorfilms.
Der Name Hichcock ist erwartungsgemäß eine Reverenz und namentliche Anlehnung an den britischen Master of Suspense Alfred Hitchcock. Einige Passagen des Films erinnern denn auch stark an Hitchcocks ersten Hollywood-Film Rebecca, andere wiederum an Roger Cormans Poe-Adaption Lebendig begraben.

## Kritiken
In der Ausgabe der The New York Times vom 3. Dezember 1964 schrieb der Rezensent Eugene Archer kurz und knapp: “Ausnahmsweise sind die Adjektive im Titel nicht nur beschreibend, sondern auch zutreffend.”
Englands The Monthly Film Bulletin meinte, der Film sei „fesselnd und unterhaltsam“, die Leistungen Fredas und seines Kameramanns Masiocchi haben „visuell beeindruckende Kompositionen“ geschaffen.

„Schauriger, ansehnlicher Horror mit Poe’schen Untertönen.“

Auf film.at ist Folgendes zu lesen: “Fredas L'orrible segreto del Dr. Hichcock ragt nicht nur durch seine sagenhafte Farbregie heraus, sondern auch durch die verblüffend direkte Annäherung an das Perverse. (…) Trotz der ironischen Verbeugung im Titel ein eigentlich unerhörter Abstieg in viktorianische Abgründe, dabei hochmodern als Porträt der sexuellen Entfremdung. Mit Lo spettro ließ Freda 1963 eine lose Fortsetzung folgen, in der er das phantastische Element vertiefte.”